# Andrés Lorenzo Curbelo
Don Andrés Lorenzo Curbelo (* unbekannt; † verm. 1772 in Haría, Lanzarote) war im 18. Jahrhundert ein spanischer, katholischer Geistlicher auf der Kanaren-Insel Lanzarote. Er führte in den Jahren 1730 bis 1736 eine detaillierte Chronik der Vulkanausbrüche, die die Insel in diesem Zeitraum erlebte.

## Leben

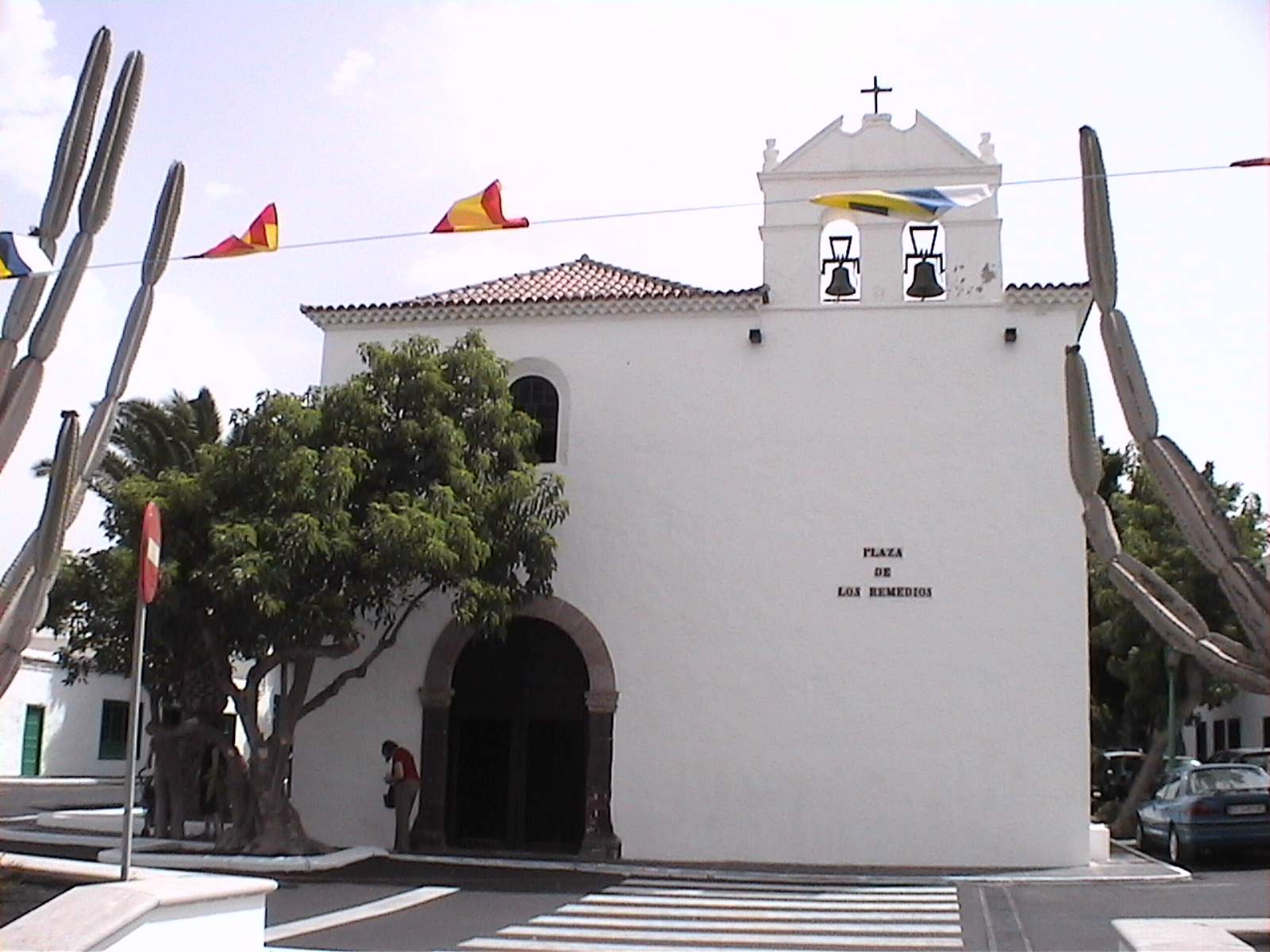
Kirche von Yaiza, Lanzarote

Das Geburtsdatum Curbelos ist nicht bekannt. Laut seinem Testament war er der Sohn des gleichnamigen Don Andrés Lorenzo Curbelo und dessen zweiter Ehefrau Doña Juana Perdomo. Am 25. Februar 1730 wurde Curbelo zunächst Pfarrer der Iglesia de San Marcial de Rubicón in Femés auf Lanzarote. Nach seinem Amtsantritt zeichnete sich Curbelo durch soziales Engagement aus und gründete eine gemeindeübergreifende Armenhilfe. Noch im selben Jahr teilte ihm Bischof Félix Bernuy Zapata y Mendoza zusätzlich das Pfarrgebiet der Gemeinde Yaiza, der südlichsten der sieben Gemeinden auf Lanzarote, zu und ernannte ihn zum Pfarrverweser des Bistums von Las Palmas de Gran Canaria. Bischof Zapata starb kurz nach der Ernennung am 23. Mai 1730, jedoch bestätigte das Bistum am 21. Juli 1730 Curbelo im Amt. Am 1. September des Jahres begannen die Vulkaneruptionen.  Curbelo bat, von seinem Pfarramt entbunden zu werden und die Insel verlassen zu dürfen. Ersteres wurde ihm versagt, Mitte April 1731 erhielt er aber die Erlaubnis, vorübergehend die Insel zu verlassen. Davon machte er allerdings erst am 25. Januar 1732 Gebrauch und zog sich wie zuvor viele andere Inselbewohner auf eine benachbarte Insel, vermutlich Gran Canaria, zurück. Bereits Anfang Mai 1732 kehrte er nach Yaiza zurück. Die vulkanischen Aktivitäten dauerten aber noch mehrere Jahre an.
Am 9. März 1736 wechselte Curbelo als Pfarrer in die nördliche Gemeinde Haría, wo er ab 1749 auch bischöflicher Vikar für Lanzarote und Notar des heiligen Amtes der Inquisition wurde. Laut des ersten Buches der Gottesdienstordnung von Haría diente Curbelo der Gemeinde 36 Jahre lang. Aus dieser Angabe lässt sich das Jahr 1772 als Sterbedatum ableiten.

## Werk
1730 war Don Andrés Lorenzo Curbelo Pfarrer in Yaiza. Er erlebte die Vulkanausbrüche, welche die Insel über Jahre hinweg heimsuchten, mit Ausnahme von etwa drei Monaten als Augenzeuge und führte über die Eruptionen und deren Folgen ein Tagebuch, wohl zunächst in Form von Notizen. 1744 fertigte er aus diesen Aufzeichnungen ein Gesamtwerk an, das er Juan Francisco Guillén Isso, dem Bischof von Las Palmas de Gran Canaria und späteren Erzbischof von Burgos, widmete. 
1814 besuchte der deutsche Geologe Leopold von Buch die Kanaren, entdeckte auf Teneriffa die Chronik des Geistlichen und fertigte Abschriften der wichtigsten Passagen an. Das Original ist heute verschollen, die Abschriften der Auszüge sind jedoch in einem Vortrag von Buchs erhalten geblieben und flossen später in seine Monographie über die Geologie der Kanaren ein.
Einige Details aus Curbelos Chronik weisen vor allem in Bezug auf Zeiten Angaben auf, welche nicht mit verschiedenen erhalten gebliebenen Briefen und Akten der Kirche und Regierung übereinstimmen. So endeten die Ausbrüche nach seinem Bericht im April 1736, nach Akten der Inselverwaltung wohl schon im Mai 1735. Dennoch gilt Curbelos Chronik als genaueste zeitgenössische Schilderung der Eruptionen auf Lanzarote im 18. Jahrhundert.